# 55873 Shiomidake
55873 Shiomidake è un asteroide della fascia principale. Scoperto nel 1997, presenta un'orbita caratterizzata da un semiasse maggiore pari a 2,5700616 UA e da un'eccentricità di 0,2322723, inclinata di 2,49465° rispetto all'eclittica.